# ゲートボール
ゲートボールは、5人1組の2チーム対抗で行われる、日本発祥のスポーツ。漢字では門球と表記される。

## 概要
1947年、鈴木栄治（のちに改名して和伸となる。秋田市太平出身）が北海道芽室町において、クロッケーをヒントに考案した。元々は太平洋戦争後の物資不足で遊び道具のない子供のため、また子供の不良化防止のために作られた遊びだったが、高度経済成長期に高齢者向けスポーツとして爆発的に流行、現在では日本だけでなくアジア各国にも普及している。
近年では、「ゲートボール」という名称が「老人のスポーツ」の代名詞的な存在になるまで社会に浸透してしまい、それが若者への普及を妨げているという指摘から、高齢者のスポーツというイメージを払拭するため、2人制と3人制の競技に限り「リレーション」と改名されているが、定着はしていない。
1984年に日本ゲートボール連合が発足し、1985年に東京で第1回全日本ゲートボール選手権大会が開催された。毎年開催され、優勝チームには文部科学大臣杯が授与される。
1986年に札幌市円山競技場で第1回世界ゲートボール選手権大会が開催された。当初は毎年開催されていたが現在は4年に一度開催されている。

## 用具

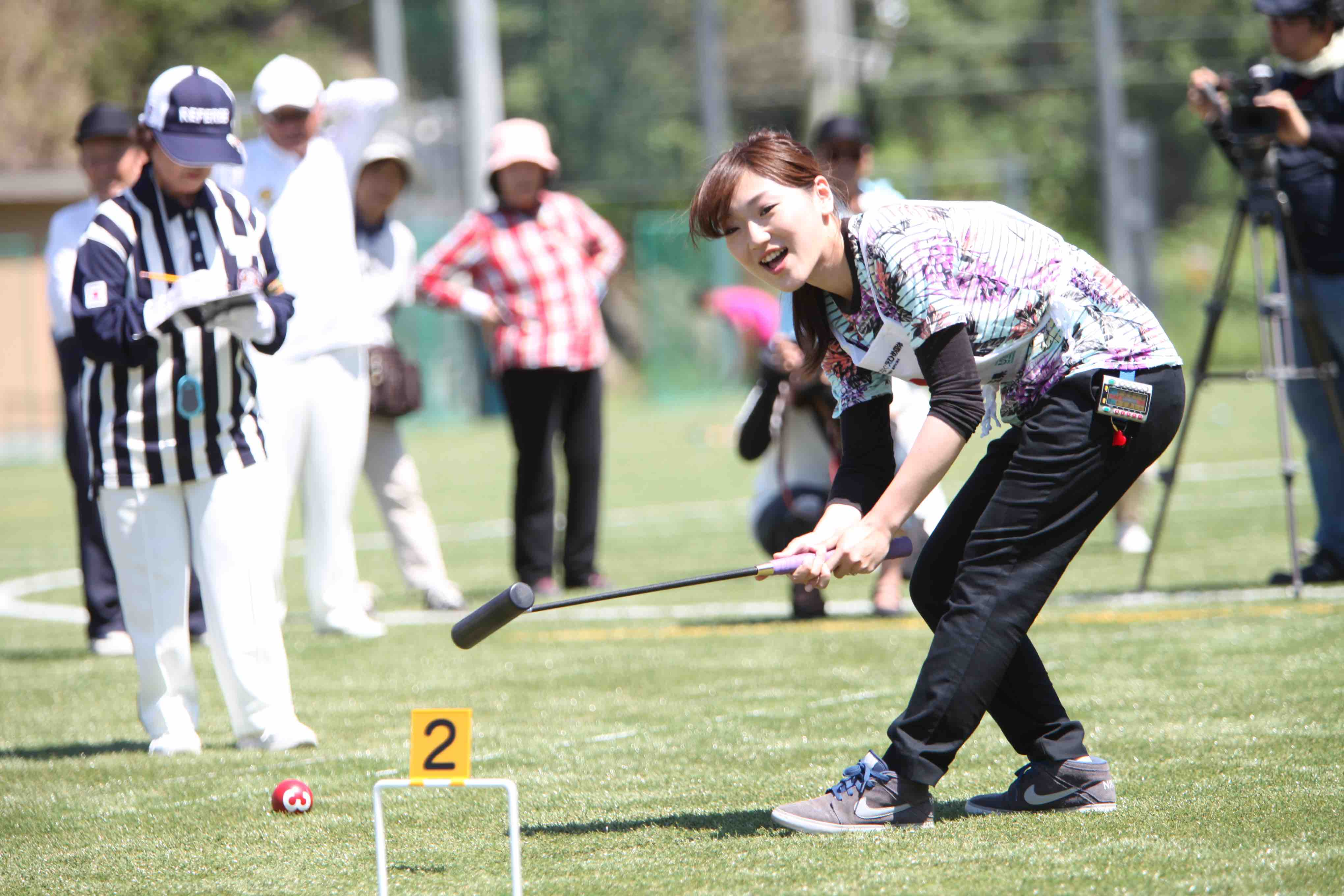

スティック
木製またはプラスチック、金属製の用具。かなづちの柄を長くしたような形をしている。ヘッドと呼ばれる部分でボールを打撃する。英語圏ではマレットと呼ばれる。
ボール
合成樹脂でできている。1番ボールから10番ボールまで各1個ずつ、合計10個ある。奇数番号のボールは赤地に白い数字、偶数番号のボールは白地に赤の数字が書いてある。
ゲート
カタカナの「コ」の形をした金具。3本使用する。これを規定の位置にさしこんで、この下を定められた方向にくぐらせることを通過と呼び、通過すると得点(1点)を得られる。
ゴールポール
杭のような形をした金具。これをコートの中央に刺してここにボールを当てる。当てると「あがり」になり、得点(2点)を得られる。
ゼッケン
1番から10番まで各1枚ずつ、合計10枚使用する。
カウンター
「カウンター」と呼ばれる道具を使う。15分経過の時(15分前)、20分経過の時(10分前)、25分経過の時(5分前)、30分経過の時(競技時間終了)の合計4回音が鳴るようになっていて、全てのボールの得点を記録できる。
腕章
監督は監督腕章を、主将は主将腕章を使用する。
なお、スティックは選手1人1人が用意するが、その他は主催者が用意するのが普通(ただしゼッケンや腕章類はチームで用意)。また、ここに挙げたのはゲートボールをする上で最低限必要なもので、この他にユニフォーム、帽子、シューズなども用意することがある。

## ルール

### チーム編成
- 1チームは5人。
- 公式ルールでは、この他に控え選手として3人まで登録することができる。
- さらに専任監督をつけることができる。専任監督として登録された人は選手を兼任することはできない。
- 控え選手を含む選手の中から主将を1人選出する。
- 5人より少ない人数でプレーする時は、1人が複数個のボールを持つ。

### 試合前の準備
- まず、チーム内での打順を決めておく。
- 次にチームの代表者(主将か監督)同士がじゃんけん、コイントス、くじなどの方法によって先攻か後攻かを決める。このとき先攻になったチームを「紅(あか)」、後攻になったチームを「白(しろ)」と呼ぶことが多いので、以降これに合わせる。
- 上記2つの組み合わせによって各選手の持ち玉が以下の表の通りに決定する。

|        |           | チーム内の打順 |   |   |   |    |
| 1      | 2         | 3              | 4 | 5 |   |    |
| チーム | ●紅(先攻) | 1              | 3 | 5 | 7 | 9  |
| チーム | ○白(後攻) | 2              | 4 | 6 | 8 | 10 |
- 持ち玉が決まったら、持ち玉と同じ番号のゼッケンを着用する。また、監督は監督腕章を、主将は主将腕章を着用する。なお、「1番ボールを持ち玉とする選手」を「1番」、「2番ボールを持ち玉とする選手」を「2番」、以下同様に「3番」、「4番」、…、「10番」と呼ぶことが多いので、以降それに合わせる。

### 試合

#### 試合の目的
試合が始まると「1番」→「2番」→…→「10番」→「1番」→…の順番に自分の持ち玉を打つ。試合の目的は、30分の競技時間内に相手チームよりも多くの得点を獲得することである。打った持ち玉に3つのゲートを「通過」させたり、ゴールポールに当てて「あがり」にしたりすることで得点でき、ゲート通過の場合は各1点、あがりの場合は2点が加点される。ただし、単純にゲートをくぐらせたりゴールポールに当てるだけでは「通過」や「あがり」にはならない。以下には「通過」や「あがり」になる条件を書く。
- 第1ゲート
  - 第1ゲートはスタートエリアにボールを置き、ここから狙う。
  - ボールが第1ゲートをくぐった場合に「通過」となる。ボールがゲート線（ゲート脚の「後方」を結んだ線）にかかっておらず完全にくぐっている状態が通過と見なされる。
  - 第1ゲートをくぐれなかったボールはコートから取り除かれ、再び打順が回ってくるのを待ってスタートエリアから打ち直しとなる。
  - 第1ゲートを通過したボールはそれ以降「あがり」になるまでコートから取り除かれることはなく、ボールが静止している位置から打つことができる。
- 第2ゲート
  - 第2ゲート通過は第1ゲートを通過していることが前提条件となる。
  - 第2ゲートは今ボールが静止している位置から狙う。
  - 第2ゲートの足同士を結んだ直線でコートを切った時、第1ゲートのある方からない方に向かってくぐらせると「通過」となる。このとき、通過したボールが必ずしもコートの中に静止している必要はない。
- 第3ゲート
  - 第3ゲート通過は第1ゲートと第2ゲートを通過していることが前提条件となる。
  - 第3ゲートは今ボールが静止している位置から狙う。
  - 第3ゲートの足同士を結んだ直線でコートを切った時、第1ゲートのない方からある方に向かってくぐらせると「通過」となる。このとき、通過したボールが必ずしもコートの中に静止している必要はない。
- ゴールポール
  - 「あがり」は既に3つのゲート全てを通過していることが前提条件となる。
  - ゴールポールは今ボールが静止している位置から狙う。
  - ゴールポールには方向の制約は無く、ゴールポールにボールをぶつければ「あがり」となる。
  - 1度「あがり」になったボールはその試合には2度と参加できない。また「あがり」になった選手の打順は、次から飛ばされる(たとえば「4番」があがったら、…→「2番」→「3番」→「5番」→「6番」→…となる)。

なお、ゲートを通過できなかったからといってペナルティがあるというわけではないので、物理的に無理だったり作戦上ゲート通過よりも大事なことがあるという場合はゲートを狙う必要はない。

#### タッチ

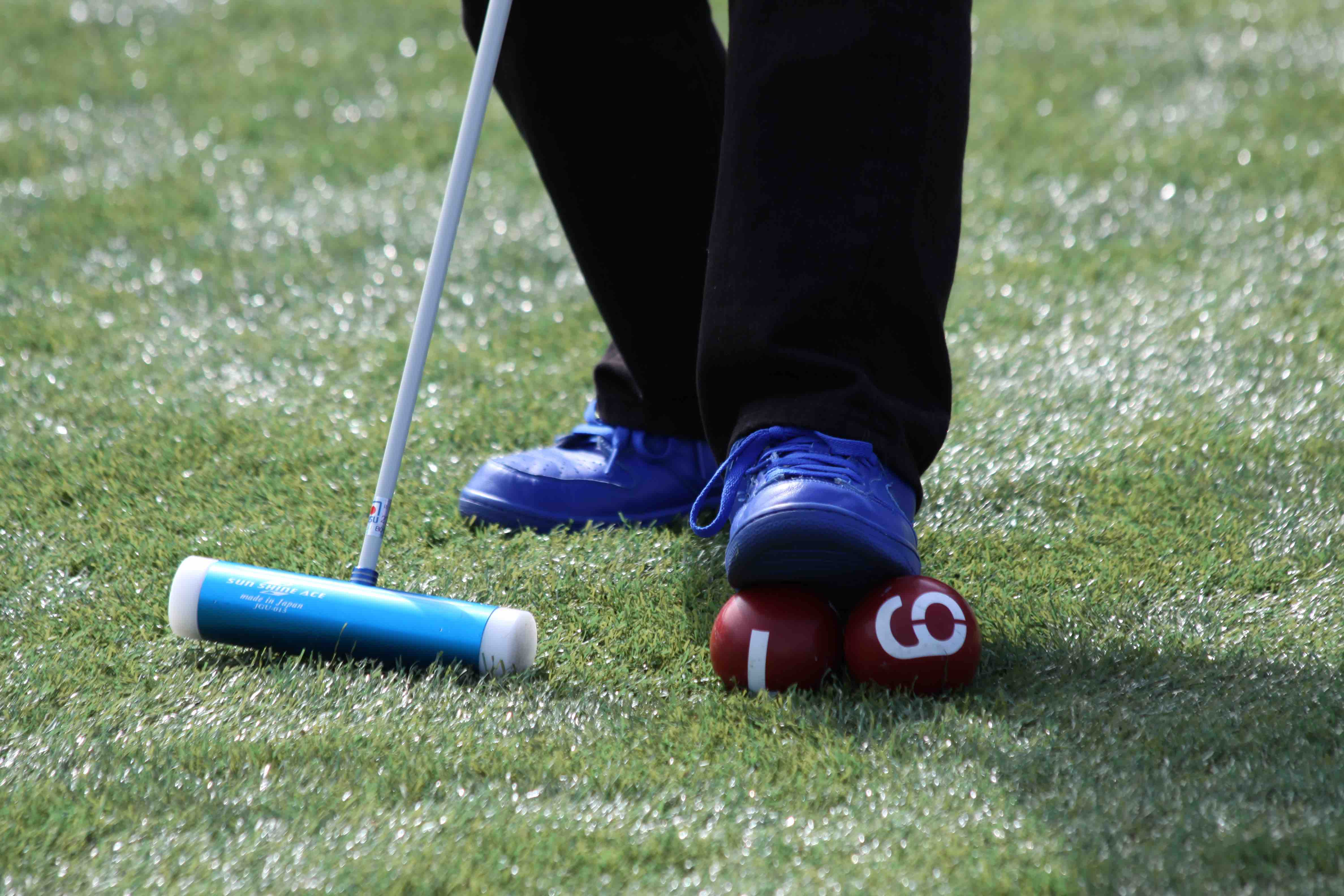
スパーク打撃の様子

自分のボールを敵味方問わず他のボールにぶつけると「タッチ」となる(ただし1度タッチしたことのある相手には、1度打権を失って再び打順が回ってくるまでタッチできない)。「タッチ」をして、自分のボールとタッチされたボールが両方ともコート内に留まった場合、「スパーク」という特殊な打ち方でタッチしたボールを動かすことができる。「スパーク」は以下の手順で行う。
- まず、すべてのボールが静止するのを待ち、タッチした相手のボールを拾い、自分のボールが静止したところに持ってくる。
- 自分のボールを足でしっかりと踏む。
- 自分のボールに隣接するようにタッチした相手のボールを置き、自分のボールを踏んでいるのと同じ足で相手ボールも軽く踏む。
- 自分のボールをスティックでたたいて、その衝撃で間接的に相手のボールを飛ばす。
- 1度に複数個のボールにタッチした場合はタッチしたボール全てに対しこれを行う。この時、スパークを行う順番は自由であるが、複数のタッチボールを同時に持ち上げてはならず、1個ずつスパークを行う必要がある。

なお、スパークによって起きたことはすべて試合に反映される。つまり、たとえばスパークによって当てられて移動した相手のボールが第2ゲートを通過した場合は、そのボールの持ち主は第1ゲートしか通過させていなくても第2ゲート通過が記録される。

#### アウトボール
勢い余ってボールをコートの外に出してしまったり、スパークなどによってコートの外に出されたボールは「アウトボール」という扱いになる。アウトボールになったボールは次に打順が回ってくるのを待って、コートの10cm外からコートの中に打ち込む。ただしコートにボールを打ち込む際、他のボールにタッチしてしまった場合は再びアウトボールとなる。また、ゲート通過や「あがり」は無効となる(ゲート通過しても得点にならない。同様に、「あがり」にもならない。アウトボールになるわけではない)。

#### 打権
ボールを打つ権利は次のように発生する。
- 打順が回ってくると無条件で1打分の打権が発生する。
- 自分の持ち玉がゲートを通過し、得点をすると1打分の打権が発生する（得点が発生したときに限る）。
- タッチをし、スパーク打撃が完了すると、1打分の打権が発生する。
- 自分のボールをアウトボールにしたり、反則をした場合は打権をすべて失う（スパークでアウトボールにするのはよい）。
- あがりになった時点で打権はすべて失う。

打権は加算方式なので、たとえば1打でゲート通過とタッチを同時に行う(通過タッチ 又は タッチ通過)と2打分の打権が発生し、これを「2打権」と呼ぶ（ただし、第1ゲートに関しては通過タッチは認められない）。一度の打撃で複数のボールにタッチした場合には、得られる打権は加算されず、一律で1打分の打権が与えられる。また、現在のルールでは「打権放棄」は認められておらず、必ず打撃を完了する必要がある。

#### 反則
次に掲げる行為は故意・過失を問わず反則となる。反則に対するペナルティは反則を犯した選手の持ち玉をアウトボールにする、または反則前の状態に戻すというものである。また、反則によって動いたボールはアウトボールになるボールを除き審判の手によってもとの位置に戻される。アウトボールは反則が発生した場所から最も近いコート外の位置(直近外)へ移動させられる。
- 審判に打権発生を宣言されてから10秒以内にボールを打たなかった場合(第1ゲートを通過していない場合は打権を失うのみ)
- スパークした時、相手のボールが10cm以上動かなかった場合
- スパークした時、自分のボールが動いてしまった場合(スパークの衝撃でボールが踏んでいる足から外れた時など)
- 一度タッチしたことのある相手に再びタッチした場合(一度打権を失って、再び打順が回ってきた時にタッチするのはよい)
- アウトボールをコートに打ち込む際、他のボールにタッチした場合
- 他人のボールを、スパークなどの正規の方法以外で動かしてしまった場合(プレイのために移動していて、思わずボールを蹴るというケースが多い)、または自分のボールをスティックで打つ以外の方法で動かしてしまった場合(アウトボールでも触れてはいけない)

#### 試合終了
ゲートボールの試合終了は次のようになっている。
- 5人全員が「あがり」となったチームが現れた場合、その時点で試合は終了となる(これを「パーフェクトゲーム」という)。ただし、パーフェクトゲームを達成したのが紅の場合は次の処置をとって試合終了となる。
  - 最後にあがった選手の直後を打つ白の選手(1番が最後にあがった場合は2番、3番が最後にあがった場合は4番、以下同様に5番なら6番、7番なら8番、9番なら10番)が既にあがっている、もしくはアウトボールになっている場合はそのまま試合終了。
  - それ以外の場合は最後にあがった選手の直後を打つ白の選手に1打分の打権を与え、その選手の打権が無くなった時点で試合終了となる。
- （ほとんどの試合がそうであるが）30分経過のシグナルが鳴った時点でパーフェクトゲームを達成したチームが現れなかった場合は、その時点でプレイ中の選手の打権が無くなった時点で試合終了となる。ただし、その選手が紅の選手だった場合は次の処置をとって試合終了となる。
  - 30分経過時点でプレイ中だった選手の直後を打つ白の選手(1番の場合は2番、3番の場合は4番、以下同様に5番なら6番、7番なら8番、9番なら10番)が既にあがっている、もしくはアウトボールになっている場合はそのまま試合終了。
  - それ以外の場合は30分経過時点でプレイ中だった選手の直後を打つ白の選手に1打分の打権を与え、その選手の打権が無くなった時点で試合終了となる。

### 勝敗の決定
- 試合終了時の得点を比較し、合計得点の多いチームを勝ちとする。得点の換算方法は次の通り。

| ボールの進行具合    | 得点 |
| ------------------- | ---- |
| あがりまで到達      | 5点  |
| 第3ゲートまで通過   | 3点  |
| 第2ゲートまで通過   | 2点  |
| 第1ゲートまで通過   | 1点  |
| 第1ゲート通過ならず | 0点  |
- 同点の場合はあがりまで到達したボールの多いチームを勝ちとする。それも同数の場合は第3ゲートまで通過したボールの多い方を勝ちとする。それも同数の場合は、第2ゲートまで通過したボールの多い方を勝ちとする。それも同数の場合は引き分けとする。

### 同点決勝
引き分けの場合は、引き分けとして終わる場合とサッカーのPK戦の要領で決着を着ける場合がある。同点決勝のやり方は次の通り。
- まず1番の選手がスタートエリアにボールを置き、第1ゲートを狙って打つ。
- 続いて2番の選手がスタートエリアにボールを置き、第1ゲートを狙って打つ。
- これを10番まで繰り返す。ただし途中で勝敗が決した場合はその打順で終了する(例:紅4-2白で8番が通過できなかった場合)。
- ただし、第1ゲートを通過してもそのままアウトボールとなった場合は通過は認められない。
- 10番が終了して同点の場合は、1番と2番に戻りサドンデス方式で行う。
- 以降3番と4番、5番と6番、7番と8番、9番と10番、さらに元に返って1番と2番…と決着が着くまで繰り返す。

### 審判
主審、副審、記録員の合計3名の審判員が試合を担当する。大規模な全国大会ではこれに2名の線審が加わることもある。主審が主となって試合を仕切り、副審と役割を共有しながらプレーに対しての判定を下す。記録員はボールの得点を記録表と呼ばれる紙に記録してゆく。
審判員資格は各都道府県の協会が実施する筆記および実技試験を受けることにより取得することができる。等級は3つに分かれ、3級審判員、2級審判員、1級審判員の順にランクアップしてゆく。この他に1級審判員資格を持った上で取得できる、国際審判員という資格もある。

## 戦術

### 試合運び
ゲートボールでは「いかに得点するか」よりも「いかに相手を邪魔するか」に重点がおかれる。なぜなら、「あがり」になった選手は2度と試合に参加できないため、例えば先に2人があがったとすると、それ以降は相手5人に対し自分たちは3人で戦うことを余儀なくされるからである。これは数の上で不利なだけでなくあがった選手の順番が飛ばされるので、相手に2人連続でのプレイを許すという意味でも非常に不利となる。そこで、定石とされているのは次のような試合運びである。
- まず、第1ゲートを通過した後は第2ゲートの周辺に集まる。
- 全員が第2ゲートを通過した、もしくは近いうちに確実に第2ゲートを通過しそうになったら第3ゲートへと向かう。それまでは第2ゲート付近で相手の邪魔をする。
- 第3ゲートを通過したら、25分経過のシグナルが鳴るまで第3ゲートの周辺で相手を邪魔しながら待つ。
- 残りが5分になったらあがりを狙う。

ただしこれは理想的な展開であり、実際は第1ゲートを通過できない仲間をいつまで待つかとか、相手に先に第2ゲートや第3ゲートを占領された場合はどうするかというところでチームの戦術が問われる。
なお、自己の技術の研鑽より相手の妨害に重きを置いたルールとなっているのを忌避する者も少なくはなく、近年では高齢者スポーツの主流をグランドゴルフに奪われつつある。

## 世界ゲートボール選手権大会
近年は4年に1回開催されており、前回は2018年にブラジル、サンパウロ市において行われた。第11回大会には日本をはじめとするオーストラリア、ブラジル、カナダ、中国、香港、インドネシア、韓国、マカオ、パラグアイ、ペルー、フィリピン、台湾、アメリカ、インド、ロシア、スイス、タイ、ウルグアイ、ヨーロッパの20国・地域から計90チームが出場した。（表記はIOCコード順。ヨーロッパは1つの地域として出場した）

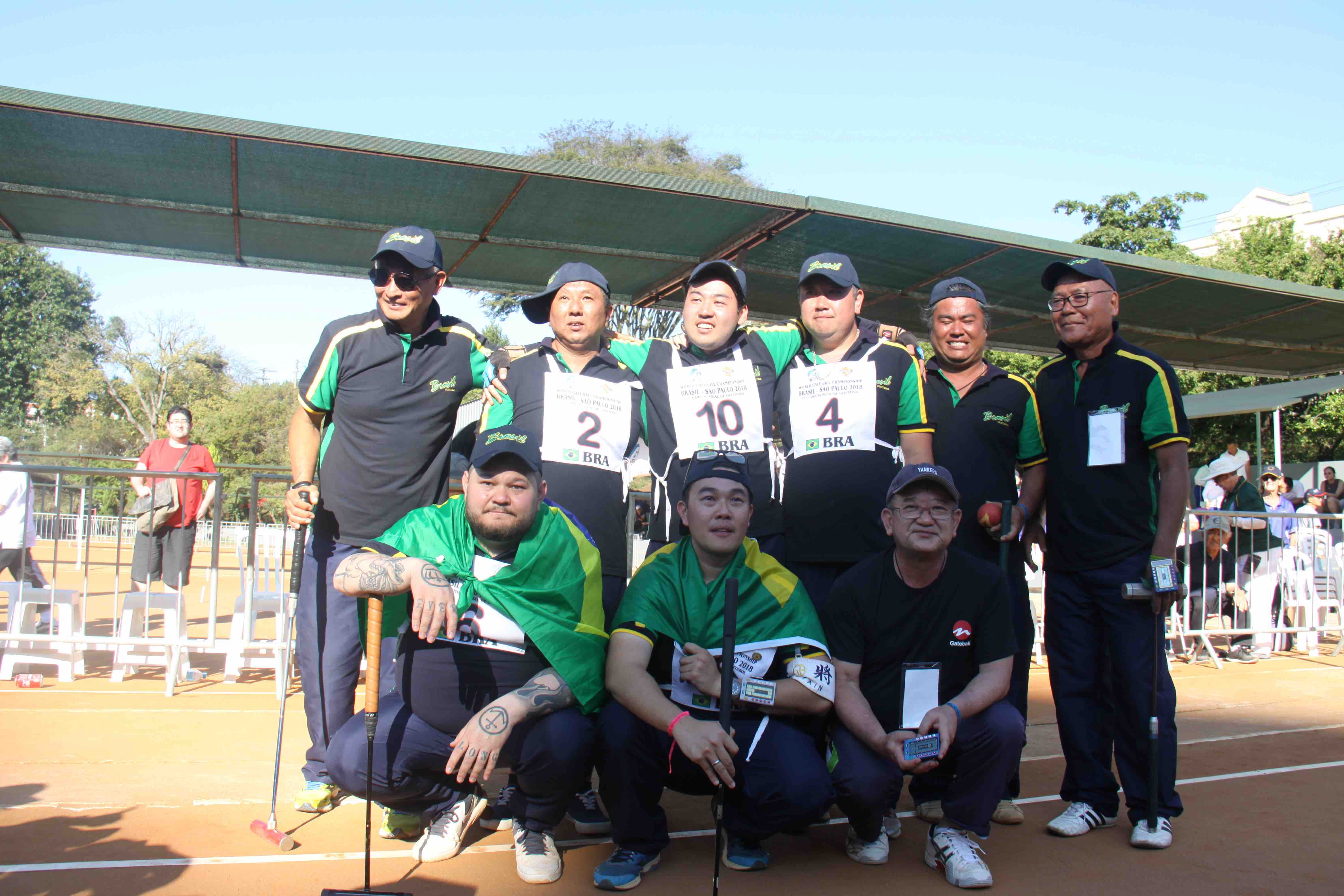
2018年の第12回世界ゲートボール選手権大会優勝「ニッポン カントリー クラブ（ブラジル）」

| 回 | 年     | 開催地     | 優勝チーム                   |
| -- | ------ | ---------- | ---------------------------- |
| 1  | 1986年 | 札幌       | 群馬・高崎下佐野第一         |
| 2  | 1987年 | 横浜       | 栃木・大田原さつき           |
| 3  | 1988年 | サンパウロ | ドラセーナ                   |
| 4  | 1989年 | 名古屋     | 茨城・竜ヶ崎ドラゴンズ       |
| 5  | 1990年 | ソウル     | 宜蘭中興                     |
| 6  | 1994年 | 鹿児島     | 岩手・グリーンピア友の会     |
| 7  | 1998年 | ホノルル   | 岩手・グリーンピア友の会     |
| 8  | 2002年 | 富山       | 岩手・グリーンピア友の会     |
| 9  | 2006年 | 西帰浦     | 大阪・大阪みどり             |
| 10 | 2010年 | 上海       | 福建省队                     |
| 11 | 2014年 | 新潟       | 山西臨汾代表隊               |
| 12 | 2018年 | サンパウロ | ニッポン・カントリー・クラブ |

## アジアゲートボール選手権大会
4年に一度開催されており、2012年のマカオ大会では鹿児島県のフレンドスポーツが三連覇を達成した。2020年の開催地は中国だが、詳細は決まっていない。

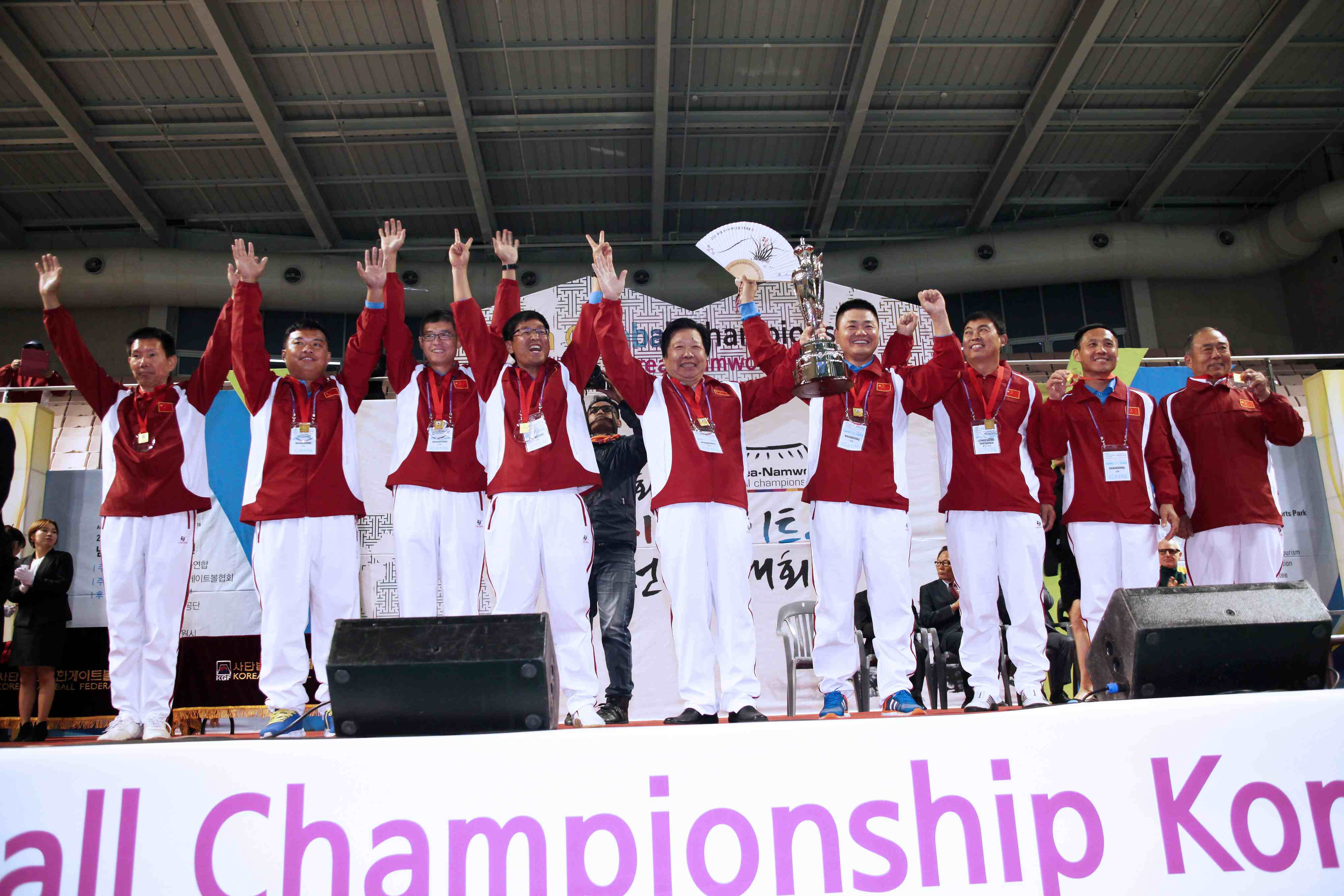
2016年の第7回アジアゲートボール選手権大会優勝「山東（中国）」

| 回 | 年     | 開催地 | 優勝チーム             |
| -- | ------ | ------ | ---------------------- |
| 1  | 1992年 | 金沢   | 福祉会A                |
| 2  | 1996年 | 釧路   | 台湾新竹縣東正區A      |
| 3  | 2000年 | 上海   | 福建省                 |
| 4  | 2004年 | 鹿児島 | フレンドスポーツＢ     |
| 5  | 2008年 | 彰化   | フレンドスポーツクラブ |
| 6  | 2012年 | マカオ | フレンドスポーツ       |
| 7  | 2016年 | 南原   | 山東                   |
| 8  | 2024年 | 杭州   |                        |

## 国内大会の成績
基本的には各都道府県一代表の大会がほとんどで、毎年開催される。

### 全日本ゲートボール選手権大会
毎年一度、年齢、性別無制限で開催される国内大会で最も権威のある大会。47都道府県の代表+前回優勝の1チームを加えた48チームで頂上を争う。48チームを4チームずつの一次リーグに分け、各コートの上位2チームが二次リーグに進出。その上位2チーム、合計12チームによってトーナメントを戦い、優勝チームは文部科学大臣杯を手にする。多くの国際大会の日本代表選考も兼ねている。

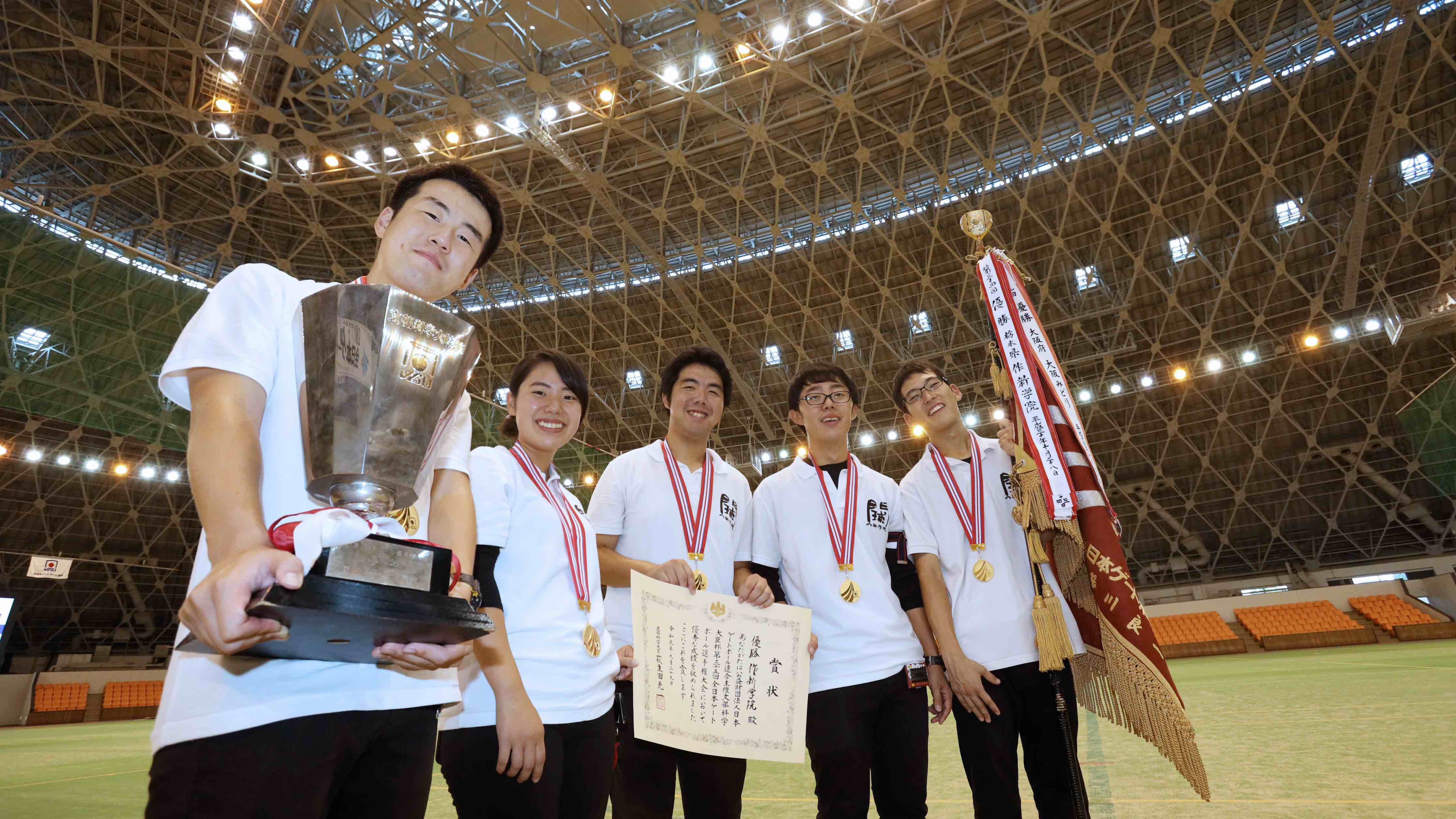
全日本ゲートボール選手権大会2連覇中の作新学院（栃木）

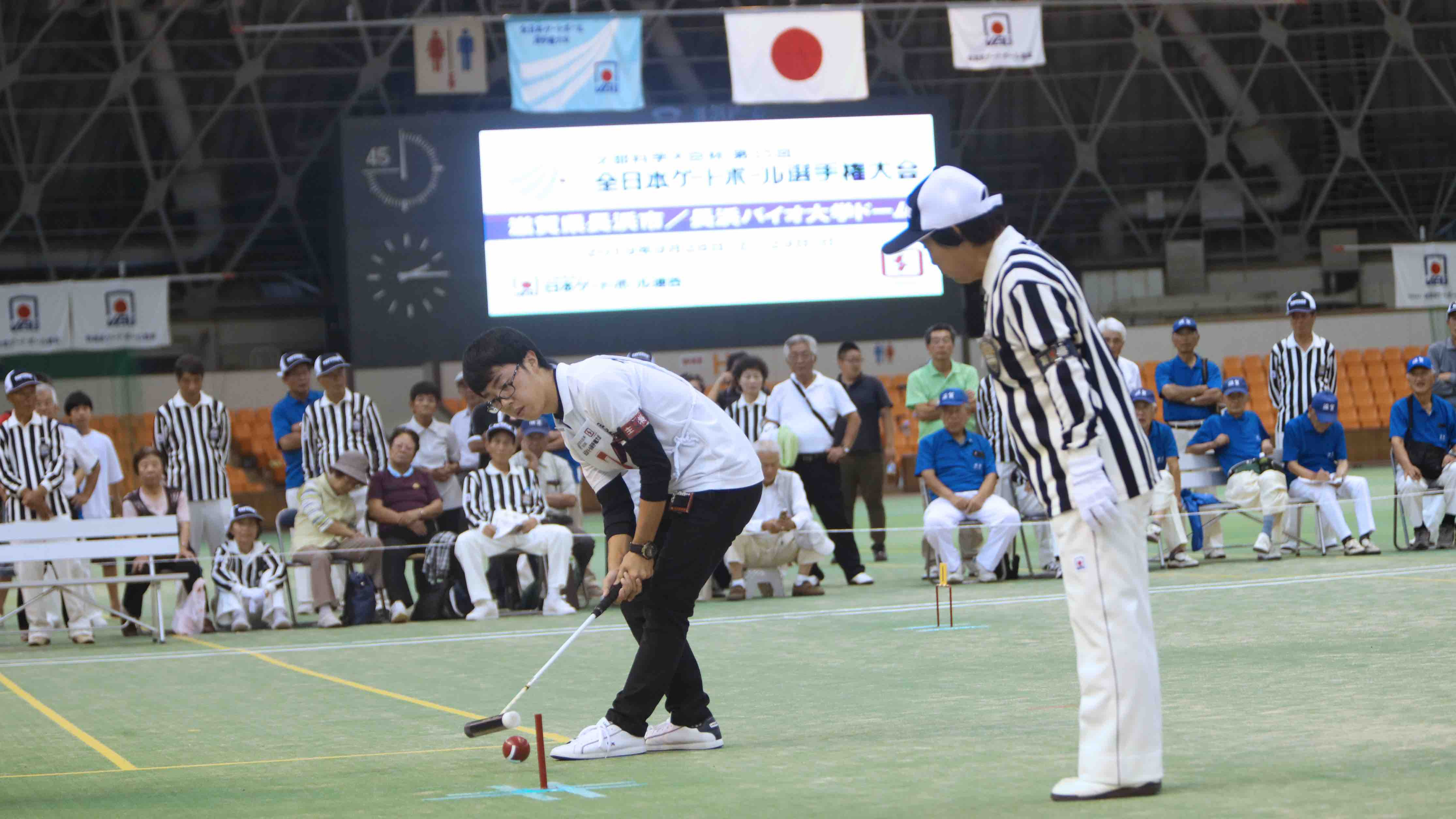
若きチャンピオン・作新学院（栃木）のプレー

| 回 | 年     | 開催地           | 競技場                                        | 優勝チーム                                        |
| -- | ------ | ---------------- | --------------------------------------------- | ------------------------------------------------- |
| 1  | 1985年 | 東京都世田谷区   | 駒沢オリンピック公園                          | 前橋MGBC（群馬県）                                |
| 2  | 1986年 | 石川県金沢市     | 石川県西部緑地公園                            | 高崎下佐野第一（群馬県）                          |
| 3  | 1987年 | 鹿児島県鹿児島市 | 鴨池陸上競技場                                | 星塚大朋（鹿児島県）                              |
| 4  | 1988年 | 北海道旭川市     | 旭川市民ゲートボール場                        | 大峯（大分県）                                    |
| 5  | 1989年 | 山梨県甲府市     | 小瀬スポーツ公園                              | よさこい（高知県）                                |
| 6  | 1990年 | 山口県山口市     | 山口県維新百年記念公園                        | 日本海かすみ（兵庫県）                            |
| 7  | 1991年 | 青森県弘前市     | 弘前市運動公園                                | 日本海かすみ（兵庫県・2連覇）                     |
| 8  | 1992年 | 静岡県浜松市     | 遠州灘海浜公園                                | 台之郷五区GBC（群馬県）                           |
| 9  | 1993年 | 新潟県新潟市     | 新潟市陸上競技場                              | 貴志（和歌山県）                                  |
| 10 | 1994年 | 東京都文京区     | 東京ドーム                                    | 高崎下佐野（群馬県・2度目）                       |
| 11 | 1995年 | 東京都大田区     | 大田スタジアム                                | 渡辺クラブ（神奈川県）                            |
| 12 | 1996年 | 愛媛県松山市     | 愛媛県総合運動公園陸上競技場                  | 岩手盛岡（岩手県）                                |
| 13 | 1997年 | 静岡県田方郡     | 天城湯ヶ島町ふるさと広場 新天城ドーム         | マルコ会（佐賀県）                                |
| 14 | 1998年 | 秋田県秋田市     | 秋田市八橋陸上競技場                          | 梅津（京都府）                                    |
| 15 | 1999年 | 愛知県名古屋市   | 名古屋市瑞穂公園                              | 黒田庄（兵庫県）                                  |
| 16 | 2000年 | 京都府京都市     | 宝が池公園球技場                              | 黒田庄（兵庫県・2連覇）                           |
| 17 | 2001年 | 福岡県北九州市   | 桃園運動場                                    | 黒田庄B（兵庫県・3連覇）                          |
| 18 | 2002年 | 神奈川県藤沢市   | 神奈川県立体育センター陸上競技場              | さつま（鹿児島県）                                |
| 19 | 2003年 | 滋賀県長浜市     | 滋賀県立長浜ドーム                            | 大阪みどり（大阪府）                              |
| 20 | 2004年 | 長崎県長崎市     | 長崎市総合運動公園                            | もりおか桂（岩手県）                              |
| 21 | 2005年 | 福島県福島市     | あづま総合運動公園陸上競技場                  | フレンドスポーツクラブ（鹿児島県）                |
| 22 | 2006年 | 山梨県笛吹市     | 花鳥の里スポーツ広場                          | TKE（新潟県）                                     |
| 23 | 2007年 | 島根県出雲市     | 出雲健康公園 出雲ドーム・天然芝生多目的広場   | 健祥会（徳島県）                                  |
| 24 | 2008年 | 佐賀県佐賀市     | 佐賀県総合運動場陸上競技場                    | フレンドスポーツクラブ（鹿児島県・2度目）         |
| 25 | 2009年 | 富山県砺波市     | 砺波総合運動公園 砺波市多目的競技場           | フレンドスポーツクラブA（鹿児島県・2連覇・3度目） |
| 26 | 2010年 | 群馬県太田市     | 太田市運動公園陸上競技場・サッカー ラグビー場 | きらり三日月（兵庫県）                            |
| 27 | 2011年 | 京都府京都市     | 宝が池公園球技場                              | 小豆島豊栄（香川県）                              |
| 28 | 2012年 | 福岡県福岡市     | 東平尾公園博多の森陸上競技場                  | ブラジルクラブ（愛知県）                          |
| 29 | 2013年 | 山形県天童市     | 山形県総合運動公園 NDソフトスタジアム山形     | 佐多キング（鹿児島県）                            |
| 30 | 2014年 | 三重県四日市市   | 四日市ドーム                                  | 佐多キング（鹿児島県・2連覇）                     |
| 31 | 2015年 | 広島県広島市     | 広島広域公園 第一球技場                       | 萬燈組（愛知県）                                  |
| 32 | 2016年 | 愛媛県松山市     | 愛媛県総合運動公園陸上競技場                  | フェニックス京都（京都府）                        |
| 33 | 2017年 | 北海道芽室町     | 芽室南運動公園広場                            | 萬燈組（愛知県・2度目）                           |
| 34 | 2018年 | 千葉県浦安市     | 浦安市運動公園 陸上競技場                     | 作新学院（栃木県）                                |
| 35 | 2019年 | 滋賀県長浜市     | 滋賀県立長浜ドーム(長浜バイオ大学ドーム)      | 作新学院（栃木県・2連覇）                         |

### 国民体育大会[3]
2015年から公開競技として追加された。毎年一度行われている。地域ブロック大会の優勝チーム、男子クラス、女子クラスの各16チームで戦う。4チームずつのリーグに分けた後、上位2チームによる決勝トーナメントを行う。
| 回 | 年     | 開催地         | 男子優勝               | 女子優勝        |
| -- | ------ | -------------- | ---------------------- | --------------- |
| 1  | 2015年 | 和歌山県高野町 | 岐阜県                 | 大阪府          |
| 2  | 2016年 | 岩手県花巻市   | 青森県                 | 岩手県          |
| 3  | 2017年 | 愛媛県松山市   | 岐阜県（2度目）        | 埼玉県          |
| 4  | 2018年 | 福井県若狭町   | 岐阜県（3度目・2連覇） | 岩手県（2度目） |
| 5  | 2019年 | 茨城県行方市   | 岩手県                 | 栃木県          |

### 全国選抜ゲートボール大会
以前は男 or 女、65歳以上 or 以下で区分される4クラスで競技していたが、現在は男女別の2クラスで、65歳以上を基本とし、チームに2人まで65歳未満の選手を登録することができる制度を採用している。毎年開催。

### 全日本世代交流ゲートボール大会
65歳以上（シニア）、15-65歳（ミドル）、15歳未満（ジュニア）の三世代が同じチームに入って競技を行うことが義務付けられた大会である。名簿上の登録だけでなく、競技時間中は常にその三世代が同時に出場することが必要である。優勝チームには内閣総理大臣杯が与えられる。
| 回 | 年     | 開催地         | 優勝チーム                                 |
| -- | ------ | -------------- | ------------------------------------------ |
| 1  | 1984年 | 東京都世田谷区 | 八代（熊本県）                             |
| 2  | 1985年 | 東京都世田谷区 | 大黒会A（鹿児島県）                        |
| 3  | 1986年 | 東京都世田谷区 | 大分市春日（大分県）                       |
| 4  | 1987年 | 東京都世田谷区 | 焼津（静岡県）                             |
| 5  | 1988年 | 東京都世田谷区 | 泗水真栄平（熊本県）                       |
| 6  | 1989年 | 東京都世田谷区 | 唐環ファミリー（佐賀県）                   |
| 7  | 1990年 | 東京都稲城市   | 鶴亀新生（福井県）                         |
| 8  | 1991年 | 東京都稲城市   | 多伎（島根県）                             |
| 9  | 1992年 | 福岡県福岡市   | 小松島（徳島県）                           |
| 10 | 1993年 | 宮城県仙台市   | 払川（宮崎県）                             |
| 11 | 1994年 | 岐阜県岐阜市   | グリーンピア友の会（岩手県）               |
| 12 | 1995年 | 山形県天童市   | 小豆島島の光（香川県）                     |
| 13 | 1996年 | 北海道芽室町   | 東京ニコニコクラブA（東京都）              |
| 14 | 1997年 | 山口県山口市   | 雄大（鹿児島県）                           |
| 15 | 1998年 | 岡山県岡山市   | 梅北（宮崎県）                             |
| 16 | 1999年 | 東京都江東区   | 築城・安武（福岡県）                       |
| 17 | 2000年 | 東京都江東区   | 小豆島A（香川県・2度目）                   |
| 18 | 2001年 | 宮崎県都城市   | 小倉サンデーズA（福岡県）                  |
| 19 | 2002年 | 東京都江東区   | 小松島B（徳島県・2度目）                   |
| 20 | 2003年 | 東京都江東区   | 冠峠super（福井県）                        |
| 21 | 2004年 | 東京都江東区   | 加賀GBC（石川県）                          |
| 22 | 2005年 | 埼玉県熊谷市   | 健祥会25（徳島県）                         |
| 23 | 2006年 | 埼玉県熊谷市   | 黒田庄（兵庫県）                           |
| 24 | 2007年 | 埼玉県熊谷市   | 岩手矢巾（岩手県）                         |
| 25 | 2008年 | 埼玉県熊谷市   | まくわ（岐阜県）                           |
| 26 | 2009年 | 埼玉県熊谷市   | フレンドスポーツクラブB（鹿児島県）        |
| 27 | 2010年 | 埼玉県熊谷市   | TKE（新潟県）                              |
| 28 | 2011年 | 埼玉県熊谷市   | 黒田庄（兵庫県・2度目）                    |
| 29 | 2012年 | 埼玉県熊谷市   | 小松島B（徳島県・3度目）                   |
| 30 | 2013年 | 埼玉県熊谷市   | フレンドスポーツクラブB（鹿児島県・2度目） |
| 31 | 2014年 | 埼玉県熊谷市   | 佐多キング（鹿児島県）                     |
| 32 | 2015年 | 埼玉県熊谷市   | フレンドスポーツクラブA（鹿児島県・3度目） |
| 33 | 2016年 | 京都府京丹波町 | TKE（新潟県・2度目）                       |
| 34 | 2017年 | 大分県大分市   | 霧島クラブB（鹿児島県）                    |
| 35 | 2018年 | 岩手県盛岡市   | 岐阜羽島（岐阜県）                         |
| 36 | 2019年 | 三重県四日市市 | 萬燈組（愛知県）                           |

### 全国ジュニアゲートボール大会
ジュニア層のための全国大会で、毎年夏に埼玉県のくまがやドームで開催されている。6歳以上15歳未満の部（2部クラス）および15歳以上の部（1部男子クラス、1部女子クラス）の3クラスで競技を行う。（第1, 2回は1部2部の区別なく単一クラス。第3, 4回は男女の区別なく2クラス）
| 回 | 年     | 開催地         | 競技場                                | 1部男子クラス優勝                  | 1部女子クラス優勝                  | 2部クラス優勝                              |
| -- | ------ | -------------- | ------------------------------------- | ---------------------------------- | ---------------------------------- | ------------------------------------------ |
| 1  | 1996年 | 東京都世田谷区 | 駒沢オリンピック公園第二球技場        |                                    |                                    | 岩手矢巾（岩手県）                         |
| 2  | 1997年 | 東京都江東区   | 江東区夢の島競技場                    |                                    |                                    | 岩手矢巾（岩手県・2連覇）                  |
| 3  | 1998年 | 東京都江東区   | 江東区夢の島競技場                    | 滑川フレンドスクール（富山県）     |                                    | 黒田庄グリーンエンジェルズ（兵庫県）       |
| 4  | 1999年 | 熊本県熊本市   | 熊本県民総合運動公園 パークドーム熊本 | 岩手矢巾（岩手県・3度目）          |                                    | 小豆島池田（香川県）                       |
| 5  | 2000年 | 富山県富山市   | 富山県五福公園 五福陸上競技場         | 鳥取若鳥（鳥取県）                 | 京都ジュニアB（京都府）            | 甲西ネコバス（山梨県）                     |
| 6  | 2001年 | 東京都江東区   | 江東区夢の島競技場                    | フレンドスポーツクラブ（鹿児島県） | 尾上総合高校（青森県）             | 桜ヶ丘小学校（茨城県）                     |
| 7  | 2002年 | 高知県春野町   | 高知県立春野総合運動公園球技場        | ベストフレンズ（長崎県）           | 京都ジュニアB（京都府・2度目）     | モンキューズ（岩手県）                     |
| 8  | 2003年 | 静岡県静岡市   | 草薙総合運動場                        | 黒田庄ジュニア（兵庫県）           | 築城サンフラワー（福岡県）         | モンキューズ（岩手県・2連覇）              |
| 9  | 2004年 | 埼玉県熊谷市   | 熊谷スポーツ文化公園くまがやドーム    | 岐阜Jr.（岐阜県）                  | KJ2（新潟県）                      | モンキューズ（岩手県・3連覇）              |
| 10 | 2005年 | 埼玉県熊谷市   | 熊谷スポーツ文化公園くまがやドーム    | 黒田庄ジュニアA（兵庫県・2度目）   | KJⅡ（新潟県・2連覇）               | フレンドスポーツクラブジュニア（鹿児島県） |
| 11 | 2006年 | 埼玉県熊谷市   | 熊谷スポーツ文化公園くまがやドーム    | 大垣Jr.（岐阜県・2度目）           | 大成女子高校（茨城県）             | 黒田庄エンジェルズ（兵庫県・2度目）        |
| 12 | 2007年 | 埼玉県熊谷市   | 熊谷スポーツ文化公園くまがやドーム    | フェニックス京都（京都府）         | 黒田庄ハニーズ（兵庫県）           | 大垣ジュニアB（岐阜県）                    |
| 13 | 2008年 | 埼玉県熊谷市   | 熊谷スポーツ文化公園くまがやドーム    | MANABU会（福岡県）                 | 作新クラブA（栃木県）              | MANABU会ジュニア（福岡県）                 |
| 14 | 2009年 | 埼玉県熊谷市   | 熊谷スポーツ文化公園くまがやドーム    | 南大隅高校（鹿児島県）             | 作新クラブ（栃木県・2連覇）        | MANABU会Jr.（福岡県・2連覇）               |
| 15 | 2010年 | 埼玉県熊谷市   | 熊谷スポーツ文化公園くまがやドーム    | 大垣ジュニアA（岐阜県・3度目）     | 作新クラブ（栃木県・3連覇）        | MANABU会Jr（福岡県・3連覇）                |
| 16 | 2011年 | 埼玉県熊谷市   | 熊谷スポーツ文化公園くまがやドーム    | 島根（島根県）                     | 出雲西高校（島根県）               | MANABU会Jr（福岡県・4連覇）                |
| 17 | 2012年 | 埼玉県熊谷市   | 熊谷スポーツ文化公園くまがやドーム    | 福智高校GB男子（福岡県）           | 作新クラブ（栃木県・4度目）        | 大泊ドラえもん（鹿児島県）                 |
| 18 | 2013年 | 埼玉県熊谷市   | 熊谷スポーツ文化公園くまがやドーム    | 島根（島根県・2度目）              | 福智高校（福岡県）                 | 久慈来内ジュニア（岩手県）                 |
| 19 | 2014年 | 埼玉県熊谷市   | 熊谷スポーツ文化公園陸上競技場        | 出雲西高校（島根県）               | 出雲西高校（島根県・2度目）        | 黒田庄エンジェルズ（兵庫県・3度目）        |
| 20 | 2015年 | 埼玉県熊谷市   | 熊谷スポーツ文化公園陸上競技場        | 出雲西高校A（島根県・2連覇）       | 作新クラブ（栃木県・5度目）        | 大垣ジュニア（岐阜県・2度目）              |
| 21 | 2016年 | 埼玉県熊谷市   | 熊谷スポーツ文化公園くまがやドーム    | もんちゃんず（岩手県）             | 作新クラブ（栃木県・2連覇・6度目） | 大垣ジュニア（岐阜県・2連覇・3度目）       |
| 22 | 2017年 | 埼玉県熊谷市   | 熊谷スポーツ文化公園くまがやドーム    | もんちゃんず（岩手県・2連覇）      | CLARK広島楓（広島県）              | 大潟（新潟県）                             |
| 23 | 2018年 | 埼玉県熊谷市   | 熊谷スポーツ文化公園くまがやドーム    | 小松島ネクサス（徳島県）           | 作新クラブ（栃木県・7度目）        | 山科中学フェニックス（京都府）             |
| 24 | 2019年 | 埼玉県熊谷市   | 熊谷スポーツ文化公園くまがやドーム    | 小松島ネクサス（徳島県・2連覇）    | 作新クラブ（栃木県・2連覇・8度目） | さがみっ子（神奈川県）                     |

### 全国社会人ゲートボール大会
同じ職場で働いている人たちで結成したチームが参加できる大会。

## ゲートボールを題材にした作品
映画
- 『勝利者たち』円谷プロダクション（東宝、1992年）
  - 「日本初のゲートボール映画」という触れ込み。ハナ肇の最後の出演作品。
- 『それいけ!ゲートボールさくら組』（2023年）

小説
- 『ひらけ!勝鬨橋』島田荘司（角川文庫）
- 定吉七番シリーズ『ゴールドういろう』東郷隆（角川文庫）

漫画
- 『ちょっとヨロシク!』吉田聡（小学館）
  - コミックス第7巻末 - 第8巻末まで
- 『GBボンバー』いのまたむつみ（コミック MOTION BOOKS 2）
- 『ゲートボール殺人事件』川原泉（花とゆめコミックス）
- 『ゲートガール』ひのき一志（日本文芸社）

コンピュータゲーム
- アーケードゲーム『ハローゲートボール』（データイースト、1984年）
- PCエンジン『あっぱれ!ゲートボール』（ハドソン、1988年）
  - 2007年7月よりWiiバーチャルコンソールにて配信されていた（現在は終了）。
  - 2020年3月19日発売の復刻型ゲーム機「PCエンジン mini」に収録。
- プレイステーション『THEゲートボール』（ディースリー・パブリッシャー、1999年）
  - SIMPLE1500シリーズの一作。

ボードゲーム
- 『GATEBALL?』（グラパックジャパン）
  - ボールを移動させるルール以外は基本的にゲートボールのルールに準じており、付録としてゲートボールの公式ルールブックが付属している

音楽
- 『ゲートボール音頭』（歌：山田太郎、美樹克彦、中山大三郎、大木凡人、作詞・作曲：中山大三郎。TBSテレビ『街かどテレビ11:00』テーマ曲）

TV番組
- 『おはよう!ゲートボール』（テレビ朝日、1983年4月 - 1986年3月）
- 『実践!ゲートボール』（日本テレビ、放送終了）
- 『スーパーゲートボール』（JLC、1993年4月 - 2020年12月）